# Palermoprotokollet

Palermoprotokollet är beteckningen på Förenta nationernas protokoll om förebyggande, bekämpande och bestraffande av handel med människor, särskilt kvinnor och barn, vilket antogs i Palermo den 15 november 2000.
Sverige undertecknade protokollet i Palermo den 12 december 2000. Den 17 juni 2004 beslutade regeringen att ratificera protokollet. Ratifikationsinstrumentet deponerades hos FN:s generalsekreterare den 1 juli 2004. Protokollet trädde i kraft den 25 december 2003 och för Sverige trädde protokollet i kraft den 31 juli 2004.
Enligt definitionen kan människohandel förekomma för prostitution eller andra former av sexuellt utnyttjande, tvångsarbete eller tvångstjänst, slaveri eller med slaveri jämförbara bruk och sedvänjor, träldom eller avlägsnande av organ. Eftersom människohandel utgör ett missbruk av en persons utsatta belägenhet skall det anses som människohandeln även när ett offer har samtyckt till den åsyftade exploateringen när något av de otillbörliga medel som räknas upp i protokollet har använts.

## Förarbeten
- Prop. 2003/04:111

## Jämför
- Transnationell brottslighet
- Människohandel
- Människosmuggling
- Organiserad brottslighet
- Penningtvätt